# Armando Díaz
Armando Díaz – kubański bokser, srebrny medalista Igrzysk Ameryki Środkowej i Karaibów z roku 1935. W finale Igrzysk Ameryki Środkowej i Karaibów 1935 przegrał z Panamczykiem Ricardo Panayem.